# 虎紋鮨
虎紋鮨，為輻鰭魚綱鱸形目鱸亞目鮨科的其中一種，分布於西大西洋區，從美國佛羅里達州至南美洲北部海域，棲息深度可達40公尺，體長可達29公分，生活在珊瑚礁區、岩礁區，為底棲性魚類，屬肉食性，生活習性不明，可作為觀賞魚。